# Châu thổ sông Danube

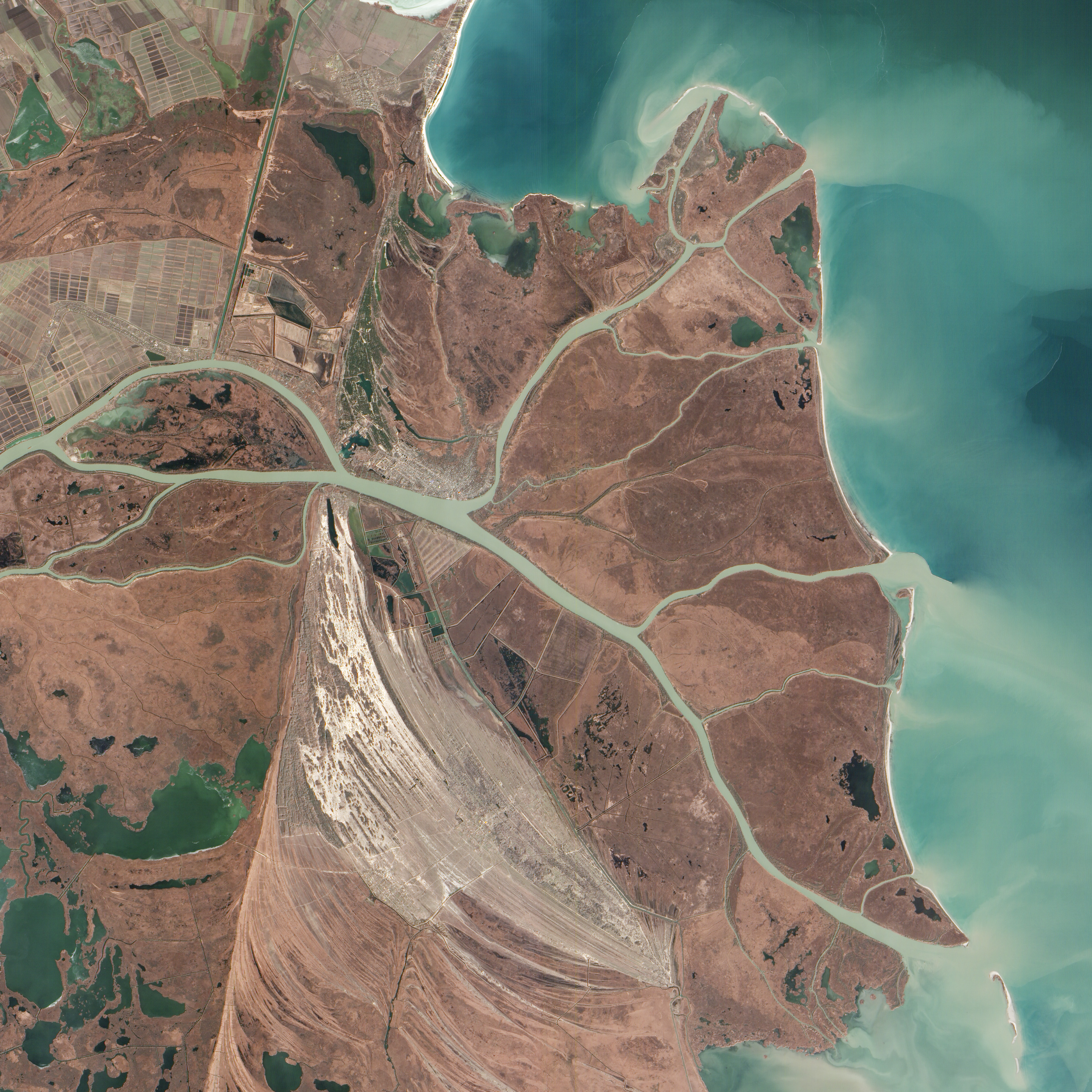
Nơi dòng Danube đổ ra biển Đen (ảnh NASA Goddard)

Châu thổ sông Danube (tiếng Romania: Delta Dunării phát âm [ˈdelta ˈdunərij] ⓘ; tiếng Ukraina: Дельта Дунаю, Deľta Dunayu, phát âm tiếng Ukraina: [dɛlʲˈtɑ dunɑˈju]) là châu thổ sông lớn thứ hai tại châu Âu, sau châu thổ sông Volga, và là châu thổ nguyên sơ nhất châu lục. Phần lớn châu thổ sông Danube nằm trên lãnh thổ Rumani (hạt Tulcea), và một phần nhỏ nằm ở Ukraina (tỉnh Odessa). Diện tích xấp xỉ của châu thổ là 4,152 km2 (2 dặm vuông Anh) trong đó có 3.446 km2 (1.331 dặm vuông Anh) ở Rumani. Tính cả đầm phá Razim–Sinoe (rộng 1.015 km2 (392 dặm vuông Anh), trong đó 865 km2 (334 dặm vuông Anh) là diện tích mặt nước) nằm ở phía nam phần chính châu thổ, thì tổng diện tích châu thổ sông Danube là 5.165 km2 (1.994 dặm vuông Anh). Quần thể phá Razim–Sinoe liên quan đến châu thổ chính cả về sinh thái lẫn địa lý, và cả hai tạo thành khu vực được UNESCO công nhận là Di sản thế giới.

## Địa lý
Châu thổ sông Danube hiện đại bắt đầu hình thành sau năm 4000 TCN trong một vịnh của biển Đen khi mực nước biển tăng lên như hiện tại. Một dải cát đã chặn vịnh Danube nơi dòng sông ban đầu hình thành châu thổ. Khi vịnh được lấp đầy bởi trầm tích, vùng đồng bằng mở rộng ra bên ngoài phía cửa sông tạo thành một số phần lồi. gồm St. George I (3500–1600 TCN), Sulina (1600–0 TCN). Một số nhánh khác tạo thành hồ và đầm phá tiếp giáp gồm Chilia I và II ở phía bắc và Dunavatz ở phía nam. Phần lớn phù sa ở vùng châu thổ và sự mở rộng diện tích bề mặt của nó dưới dạng phần lồi do xói mòn đất liên quan đến việc phá rừng trong lưu vực sông Danube vào thiên niên kỷ thứ 1 và thứ 2. Nhà địa chất học Liviu Giosan trong tờ New York Times nói rằng, có lẽ 40% châu thổ này được hình thành trong 1000 năm qua. Tìm thấy nó giống như khoảnh khắc Eureka.